# Burcu Esmersoy
Burcu Esmersoy (Isztambul, 1976. október 2. –) cserkesz származású török színésznő, műsorvezető, újságíró.
1997-ben török színekben indult a Japánban rendezett Miss International szépségversenyen, ahol negyedik helyezést ért el.

## Életrajz
Kamile Burcu Esmersoy Isztambulban született. A középiskolát a beşiktaşi Líceumban végezte, majd az Isztambuli Egyetem turizmus-menedzsment szakán tanult. Ezt követően a New York-i Egyetem vendéglátás, turizmus és sport menedzsment szakon folytatta tanulmányait.
A török Kanal D televíziós csatornánál kezdett dolgozni gyermekeknek szóló műsorokban, később, 2000–2005 között dolgozott CNN Türk sport rovatánál hírszerkesztőként.
2005-ben férjhez ment Párizsban a Ferrari hirdetési igazgatójához, Massimo Cusimanohoz, de 2008-ban elváltak.
2012–2013 között a Survivor népszerű valóságshow török változatának, a Survivor: Ünlüler - Gönüllüler műsorvezetője volt.

## Filmográfia
| alkotás         | szerep | év   | rendezte |
| --------------- | ------ | ---- | -------- |
| Romantik Komedi | Ezgi   | 2010 | Ketche   |

| alkotás           | évad | szerep | megjegyzés |
| ----------------- | ---- | ------ | ---------- |
| Çocuklar Duymasın | 2012 | Aylin  |            |
| Dedektif Memoli   | 2011 | Zeynep |            |

## Fordítás
- Ez a szócikk részben vagy egészben  a   Burcu Esmersoy című török Wikipédia-szócikk fordításán alapul.  Az eredeti cikk szerkesztőit annak laptörténete sorolja fel. Ez a jelzés csupán a megfogalmazás eredetét és a szerzői jogokat jelzi, nem szolgál a cikkben szereplő információk forrásmegjelöléseként.
- Ez a szócikk részben vagy egészben  a   Burcu Esmersoy című angol Wikipédia-szócikk fordításán alapul.  Az eredeti cikk szerkesztőit annak laptörténete sorolja fel. Ez a jelzés csupán a megfogalmazás eredetét és a szerzői jogokat jelzi, nem szolgál a cikkben szereplő információk forrásmegjelöléseként.